# دساس هندي
الدسّاس الهندي (الاسم العلمي: Eryx johnii) هو ثعبان غير سام، موطنه إيران، وباكستان والهند.